# Cima Litegosa
La Cima Litegosa (2.548 m s.l.m.) è una montagna appartenente alla catena dei Lagorai ed è collocata tra la Valle del Vanoi e la Val di Fiemme nel Trentino orientale.
Cima Litegosa è raggiungibile seguendo una  mulattiera, costruita dai soldati austroungarici durante la Grande Guerra, che parte da malga Litegosa situata sopra località Toacio in val Cavelonte oppure seguendo un sentiero che parte da Passo Sadole. Vi è inoltre un altro possibile accesso tramite il sentiero della Translagorai che proviene da cima Copolà.
L'ultimo tratto che porta alla vetta è costituito da una caratteristica scala militare in pietra.